# Hedeskoga församling
Hedeskoga församling var en församling i Lunds stift och i Ystads kommun. Församlingen uppgick 2002 i Sövestadsbygdens församling.

## Administrativ historik
Församlingen har medeltida ursprung. 
Församlingen var till 1677 annexförsamling i pastoratet Öja och Hedeskoga för att därefter till 1869 vara annexförsamling i pastoratet Ystads Sankta Maria, Öja och Hedeskoga. Från 1869 till 1 maj 1927 var den annexförsamling i pastoratet Bjäresjö och Hedeskoga, från 1 maj 1927 till 2002 annexförsamling i pastoratet Sövestad, Bromma och Hedeskoga som till 1962 även omfattade Bjäresjö församling och från 1962 Högestads och Baldringe församlingar. Församlingen uppgick 2002 i Sövestadsbygdens församling.

## Kyrkor
- Hedeskoga kyrka